# Anatoliy Budyak
Anatoliy Budyak, né le 29 septembre 1995 à Vinnytsia, est un coureur cycliste ukrainien, membre de l'équipe Terengganu Polygon.

## Biographie
En 2013, Anatoliy Budyak se classe troisième d'une étape de la Course de la Paix juniors (moins de 19 ans). Il intègre ensuite l'équipe ukrainienne ISD Continental en 2014 pour ses débuts espoirs (moins de 23 ans). 
Lors de la saison 2015, il se distingue en terminant notamment quatorzième du Tour de l'Avenir, sous les couleurs de son pays. Il fait cependant l'objet d'un contrôle positif au mesocarb (en), une substance interdite,. L'UCI le suspend pour une durée de dix-huit mois, jusqu'au 27 février 2017. Il fait rapidement son retour à la compétition chez ISD-Jorbi Continental en se classant quatrième du Tour de Mersin ou cinquième du championnat d'Ukraine sur route. 
En 2018, il rejoint la nouvelle équipe continentale ukrainienne Lviv, avec laquelle il obtient diverses places d'honneur. Il court également durant l'été au sein du club ULB Sports-Natural Greatness, avec de bonnes performances dans le calendrier amateur espagnol. L'année suivante, il est recruté par la formation polonaise Wibatech Merx 7R. 
En 2020, il est sélectionné pour représenter son pays aux championnats d'Europe de cyclisme sur route organisés à Plouay dans le Morbihan. Il se classe trente-sixième de la course en ligne.

## Palmarès
- 2015
  - 2e du Tour du Portugal de l'Avenir
- 2017
  - 2e du championnat d'Ukraine sur route espoirs
- 2018
  - 1re étape du Tour d'Ávila
  - 3e étape du Tour de León
  - Vuelta a Vetusta :
    - Classement général
    - 1re étape

  - 2e du Tour d'Ávila
  - 2e du Tour de León
  - 3e du Tour of Malopolska
- 2019
  - 1re étape du Tour of Malopolska
  - 2e de l'Horizon Park Race for Peace
  - 2e du Tour of Malopolska
- 2020
  - Grand Prix Develi
  - Grand Prix World's Best High Altitude
  - 2e du championnat d'Ukraine sur route
  - 2e du Grand Prix Manavgat
  - 3e du Grand Prix Velo Alanya
- 2021
  - Tour de Mevlana : 
    - Classement général
    - 3e étape

  - Prologue et 3e étape du Tour of Malopolska
  - Grand Prix Kayseri
  - 2e du championnat d'Ukraine sur route
  - 3e du Tour of Malopolska
- 2022
  - 6e étape du Tour du Rwanda
  - Grand Prix Mediterrennean
  - Grand Prix Gündoğmuş
  - Grand Prix Kayseri
  - 2e du Tour du Rwanda
  - 2e de la Coppa Ciuffenna
  - 3e du Grand Prix Alanya
  - 3e du Grand Prix Kapuzbaşı
  - 3e du Grand Prix Cappadocia
- 2023
  - Grand Prix Kaisareia
  - 4e étape du Tour d'Iran - Azerbaïdjan
  - 2e du Tour de Kandovan
  - 2e du Tour d'Iran - Azerbaïdjan
- 2024
  - 3e du Sharjah Tour
  - 3e du Tour de Thaïlande
- 2025
  -  Champion d'Ukraine du contre-la-montre
  - 3e de la Trans-Himalaya Cycling Race

## Classements mondiaux
| Année                                 | 2015 | 2016 | 2017  | 2018 | 2019 | 2020 | 2021 | 2022 | 2023 | 2024 |
| ------------------------------------- | ---- | ---- | ----- | ---- | ---- | ---- | ---- | ---- | ---- | ---- |
| Classement mondial                    |      | nc   | 1028e | 868e | 545e | 195e | 250e | 158e | 318e | 430e |
| UCI Europe Tour                       | 367e | nc   | 645e  | 726e | 416e | 161e | 213e | 130e | nc   | nc   |
| UCI Asia Tour                         | nc   | nc   | nc    | 255e |      |      |      |      |      |      |
|                                       |      |      |       |      |      |      |      |      |      |      |
| Légende : nc = non classéSource : UCI |      |      |       |      |      |      |      |      |      |      |